# 杉村重郎
杉村 重郎（すぎむら じゅうろう、1953年10月2日 - ）は、アニメーション制作プロデューサー。北海道出身。ぎゃろっぷ所属。

## 来歴
報道カメラマンを目指していたがアニメーション専門の撮影技師となる。『キテレツ大百科』や『魔女の宅急便 』などで撮影監督を務めた後プロデューサーに転身し、『こちら葛飾区亀有公園前派出所』や『遊☆戯☆王ARC-V』などを担当。
2012年、ぎゃろっぷの代表取締役社長に就任。
2013年、ぎゃろっぷの代表取締役社長を退任。
2014年、IGポート傘下のアニメ制作会社であるシグナル・エムディの取締役に就任。2018年の9月まで勤める。
2019年、ぎゃろっぷに復帰して取締役に就任。
2025年、株式会社X10の顧問に就任。
新撰組二番隊組長永倉新八（後、杉村義衛）のひ孫にあたる。兄は永倉新八の伝記を執筆している作家の杉村悦郎。

## 制作作品

### テレビアニメ
- 家なき子（撮影）
- まんが世界昔ばなし（撮影）
- 名探偵ホームズ（撮影）
- 魔法の妖精ペルシャ（撮影監督）
- 魔法のスターマジカルエミ（撮影監督）
- キテレツ大百科（撮影監督）
- アイシールド21（アソシエイトプロデューサー）
- 太陽の子エステバン（撮影）
- こちら葛飾区亀有公園前派出所（プロデューサー）
- 三丁目の夕日（撮影監督）
- 陽あたり良好!（撮影監督）
- まいっちんぐマチコ先生（撮影監督）
- レジェンズ 甦る竜王伝説（プロデューサー）
- トランスフォーマー カーロボット（プロデューサー）
- 夢幻紳士（撮影監督）
- こどものおもちゃ（制作担当　52 - 102話）
- 頭文字D（アシスタント・プロデューサー）
- 遊☆戯☆王ARC-V （アニメーションプロデューサー　第1話 - 第21話）

### 劇場アニメ
- タッチ2 さよならの贈り物（撮影監督）
- タッチ3 君が通り過ぎたあとに（撮影監督）
- 魔女の宅急便（撮影監督）
- こちら葛飾区亀有公園前派出所 THE MOVIE（プロデューサー）
- こちら葛飾区亀有公園前派出所 THE MOVIE2 UFO襲来! トルネード大作戦!!（プロデューサー）
- 映画おじゃる丸 約束の夏 おじゃるとせみら（アニメーション制作担当）

### OVA
- エリア88（撮影監督）
- 幻夢戦記レダ（撮影監督）
- 天使のたまご（撮影監督）
- TO-Y（撮影監督）
- 機動警察パトレイバー（初期OVA）（撮影）
- 1ポンドの福音（撮影監督）
- TWD EXPRESS ROLLING TAKEOFF（撮影監督）